# Старозагорівська сільська рада
Старозагорівська сільська рада — орган місцевого самоврядування у Локачинському районі Волинської області з адміністративним центром у с. Старий Загорів.

## Населені пункти
Сільській раді підпорядковані населені пункти:
- с. Старий Загорів
- с. Новий Загорів
- с. Хорів

## Населення
Згідно з переписом УРСР 1989 року чисельність наявного населення сільської ради становила 1728 осіб, з яких 820 чоловіків та 908 жінок.
За переписом населення України 2001 року в сільській раді мешкало 1616 осіб.

### Мова
Розподіл населення за рідною мовою за даними перепису 2001 року:
| Мова       | Відсоток |
| ---------- | -------- |
| українська | 99,75 %  |
| російська  | 0,25 %   |

## Склад ради
Рада складається з 20 депутатів та голови.

## Керівний склад сільської ради
| ПІБ                          | Основні відомості                                                               | Дата обрання | Дата звільнення |
| ---------------------------- | ------------------------------------------------------------------------------- | ------------ | --------------- |
| Мартинюк Ганна Степанівна    | Сільський голова, 1955 року народження, освіта, позапартійна                    | 26.03.2006   | 31.10.2010      |
| Остапчук Ростислав Дмитрович | Сільський голова, 1977 року народження, освіта середня спеціальна, безпартійний | 31.10.2010   |                 |

Примітка: таблиця складена за даними джерела